# هربرت تايلور (متزلج سريع)
هربرت تايلور (بالإنجليزية: Herbert Taylor)‏ هو متزلج سريع أمريكي، ولد في 20 ديسمبر 1906 في نيويورك في الولايات المتحدة، وتوفي في 1981.

## وصلات خارجية
- هربرت تايلور على موقع SpeedSkatingStats.com (الإنجليزية)
- هربرت تايلور على موقع أوليمبيديا (الإنجليزية)